# Стенбок-Фермор, Надежда Алексеевна

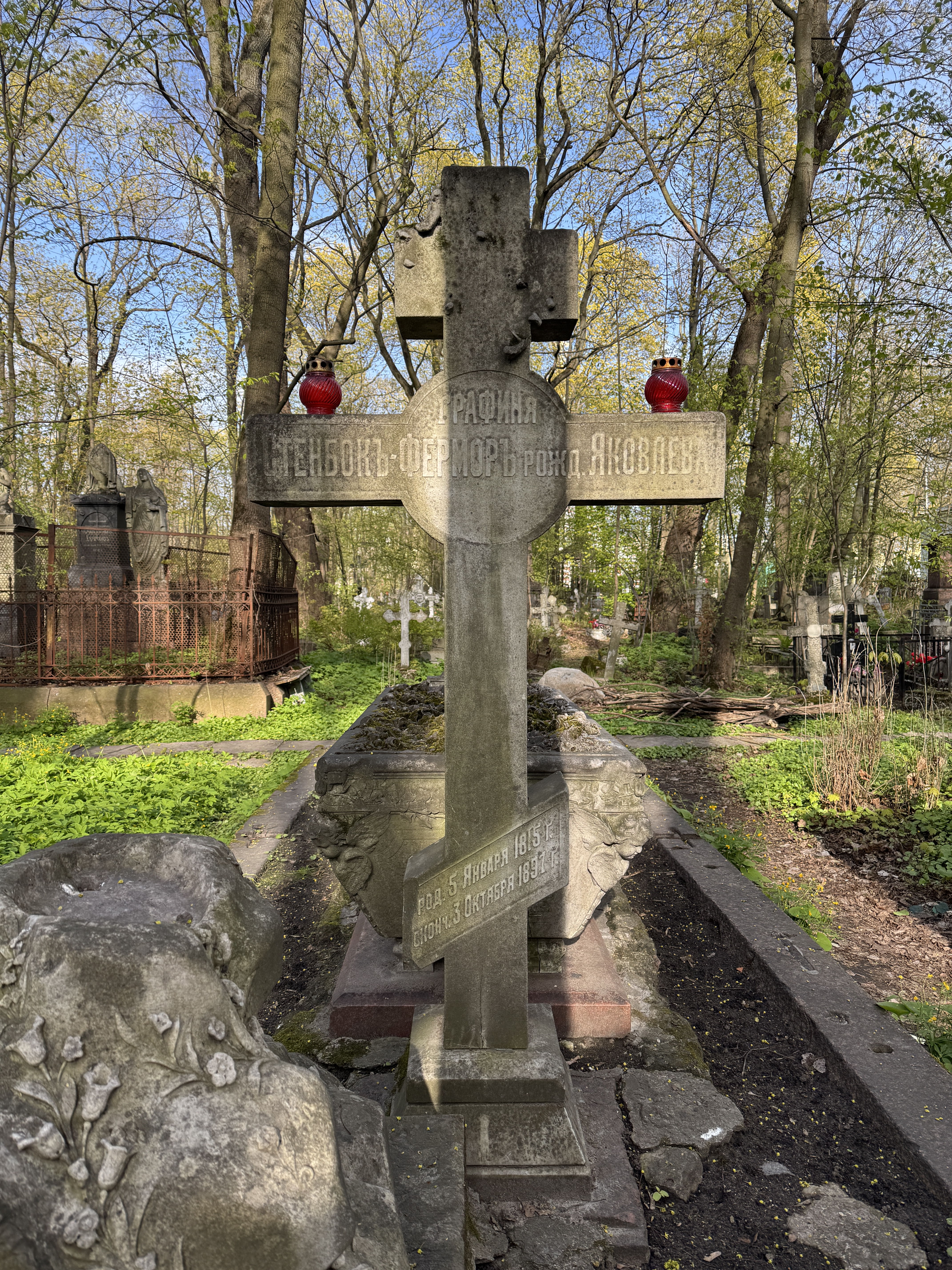
Могила Н. А. Стенбок-Фермор на Смоленском православном кладбище

Графиня Наде́жда Алексе́евна Стенбок-Фермор, урождённая Яковлева (5 [17] января 1815 — 3 [15] октября 1897, Санкт-Петербург) — владелица горных заводов на Урале, правнучка и наследница С. Я. Яковлева, одна из богатейших женщин России XIX века.

## Биография
Дочь отставного гвардии корнета Алексея Ивановича Яковлева (1768—1849) и его жены Марии Васильевны (1782—1826). Родилась 5 (17) января 1815 года. Вместе с сестрой Анастасией (1807—1833; замужем за графом А. Н. Мордвиновым) получила домашнее воспитание.
11 октября 1835 года вышла замуж за поручика лейб-гвардии Конного полка Александра Ивановича Стенбок-Фермора (1809—1852), потомка шведского генерала графа Стенбока. Венчание было в церкви Двенадцати апостолов при Почтовом департаменте в Петербурге. Поручителями по жениху были генерал-майор К. И. Альбрехт и Волынского полка подпоручик граф Ю. И. Стенбок; по невесте — её отец А. И. Яковлев и генерал-лейтенант П. А. Угрюмов. Жила с мужем в собственном особняке на Английской набережной, д. 50 в Петербурге.
В 1849 году после смерти отца фактически вела семейный бизнес, унаследовав восемь металлургических заводов в Пермской губернии на Урале. До 1852 года совместно с братом, И. А. Яковлевым, владела Верх-Исетскими и Невьянскими заводами, купленными С. Я. Яковлевым у Демидовых. В 1852 году в возрасте 37 лет овдовела и сделала бизнес главным занятием, держа всё под своим контролем. С 1862 года, выкупив долю брата, стала единоличной владелицей Верх-Исетских заводов.

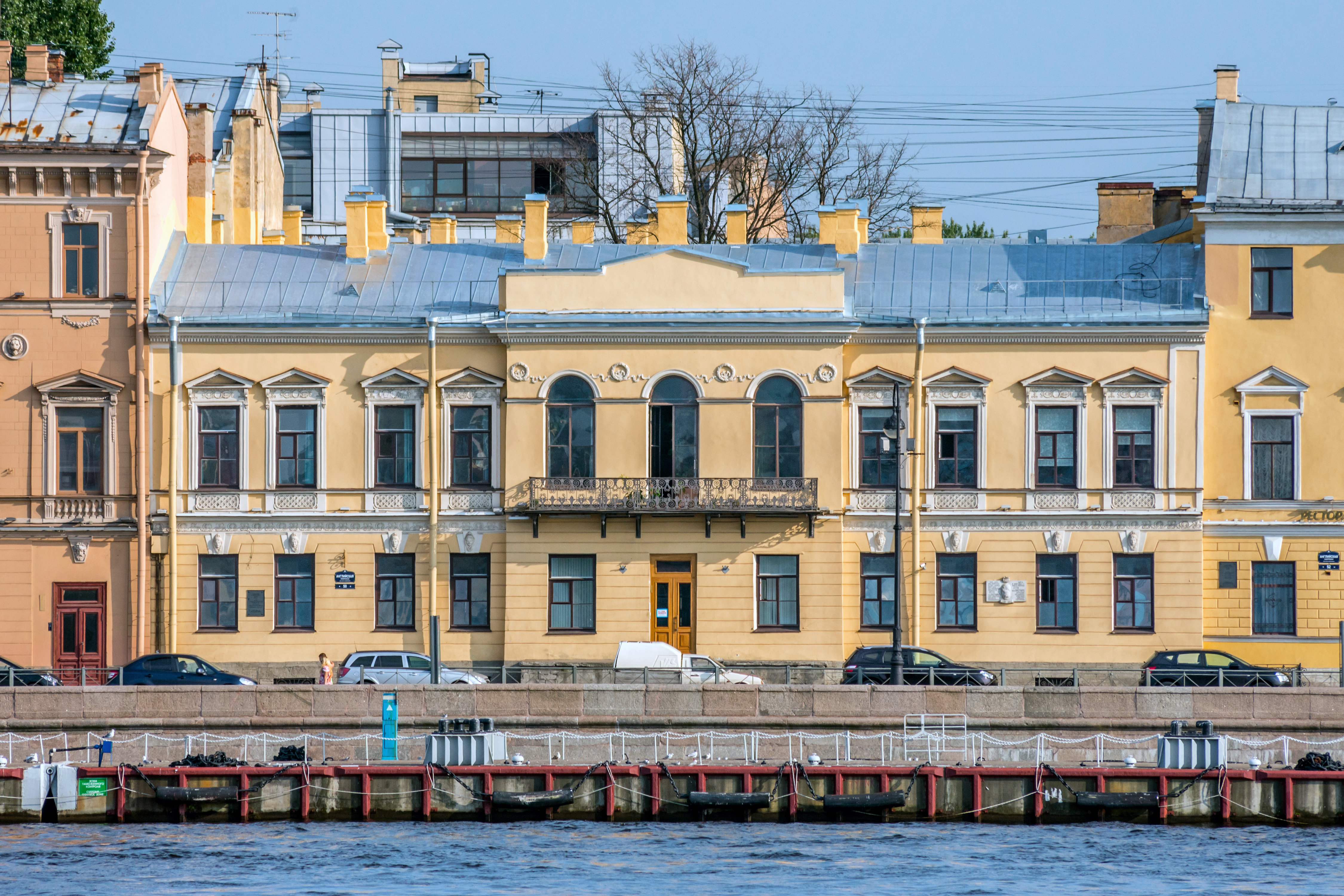
Дом Стенбок-Ферморов

В 1882 году после смерти брата, не оставившего прямых наследников, получила в собственность Невьянские заводы. Также владела Верхнетагильским, Вогульским, Уткинским, Режевским, Саргинским, Сылвинскими Верхним и Нижним, Шайтанским заводами. Стенбок-Фермор вкладывала средства в развитие и модернизацию заводов, что приносило стабильный доход. За период с 1890 по 1900 года общий доход округа составил 7,1 млн рублей, из которых 5,27 млн рублей поступили владелице. В 1867 году получила свидетельство купца первой гильдии. Заводы Стенбок-Фермор в совокупности занимали второе место в России (после Демидовых) по выплавке чугуна (12 333 тонны в 1867 году, что составляло 4,9 % общероссийского объёма производства) и по производству железа (14 109 тонн в 1867 году, что составляло 7,1 % общероссийского объёма производства). Также Надежда Алексеевна владела золотыми приисками со штатом 1577 рабочих, добыча на которых составила 560 кг золота за 1866 год или 31 % добычи уральских частных приисков и 2 % общероссийской добычи, а также медеплавильными заводами, произведшими за 1865 год 512 тонн меди или 11,5 % общероссийского объёма производства. В 1854 году Стенбок-Фермор купила у деверя здание Пассажа в Петербурге, считавшееся одним из самых дорогих торговых помещений города.
По словам родственницы, графиня была «хрупкая женщина, одевалась очень скромно, была очень религиозна и помогала многим монастырям. Будучи крайне консервативной во взглядах, она не одобряла новых новшеств и никогда не ездила на поездах, а также не допускала установки телефона у себя в доме. У неё был уникальный характер; ей был присущ исключительный ум, и своими делами она управляла с огромным искусством. В денежных делах она часто совершала неожиданные поступки. Как-то её старший сын Алексей, молодой офицер, влез в долги. Она отказалась уплатить их, и его имущество было объявлено к продаже. Лишь посредничество Александра II заставило её уладить дело. В другой раз её внук Александр Барятинский признался ей, что тоже серьёзно задолжал. Его откровенность очень понравилась бабушке, и она выписала ему чек на 200 тысяч рублей».

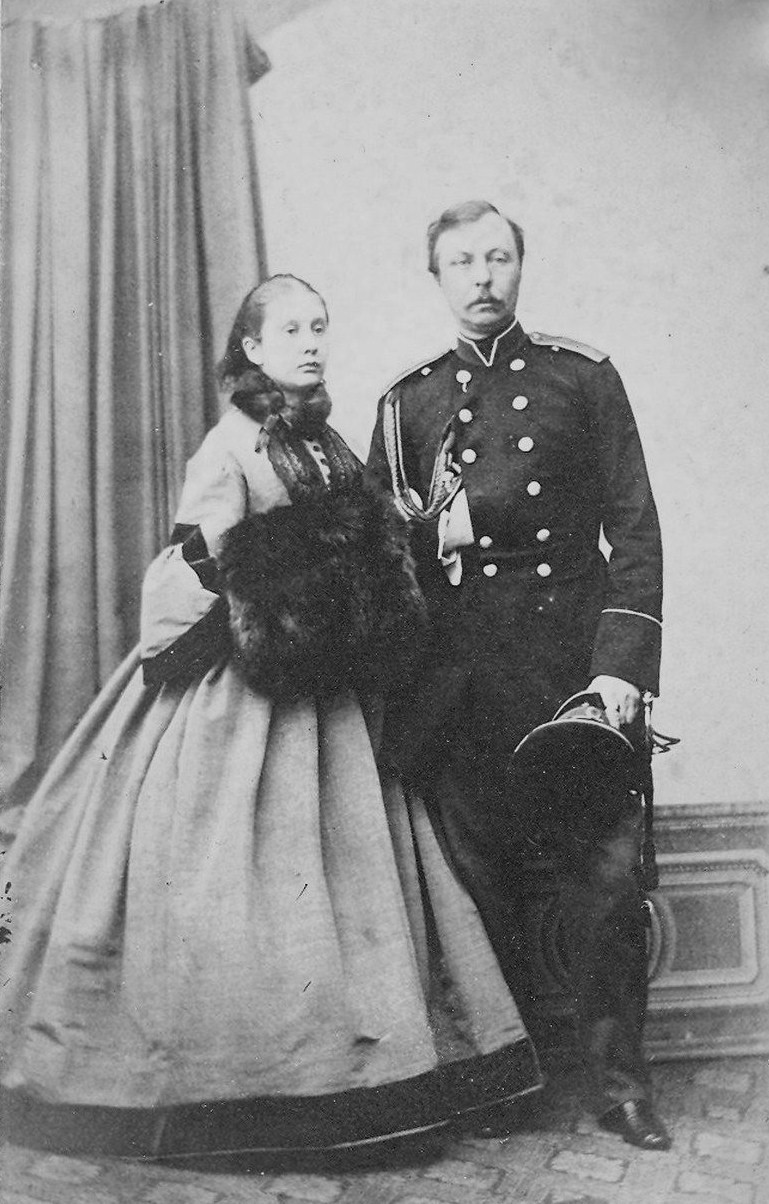
Мария и Виктор Волконские

Надежда Алексеевна умерла от острого воспаления легких в 1897 году, оставив одно из самых крупных в истории России личных состояний, оценивавшееся в сумму около 41 млн рублей (по другим данным — более 20 млн рублей). Наследниками графини было образовано «Семейное паевое товарищество наследников графини Н. А. Стенбок-Фермор». Комитет министров рассматривал «Положение об управлении общим имением наследников графини Н. А. Стенбок-Фермор» 4 и 18 мая 1899 года, 15 мая оно было утверждено Николаем II.
Похоронена рядом с родителями и сыном Александром на Смоленском православном кладбище на Васильевском острове.

## Семья
В браке родились дети:
- Алексей (1836—1916),

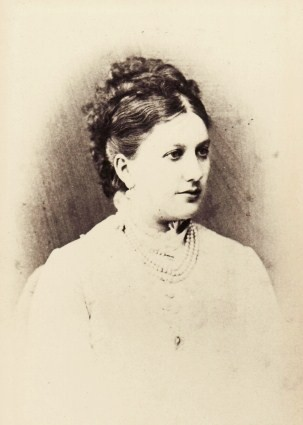
Евдокия Ивановна Апраксина, в замужестве Стенбок-Фермор

- Анастасия (1837—1891; замужем за князем П. Д. Гагариным),
- Александр (1838—31.08.1871; умер от диабета[18]),
- Мария (1839—1905; замужем за князем В. В. Волконским, их сын Владимир),
- Ольга (1841)
- Иван (1845)
- Надежда (1845—1920; замужем за князем В. А. Барятинским)[19][8].
- Владимир (1847—1896) — женился на графине Евдокии Ивановне Апраксиной (1847-1876), в браке родилась дочь графиня Евдокия Владимировна Стенбок-Фермор (1872–1898)